# Битва при Рокруа
Битва при Рокруа — сражение, состоявшееся 19 мая 1643 года в ходе Тридцатилетней войны между французскими и испанскими войсками в окрестностях французского города Рокруа. Окончилось полным поражением испанской армии. Сражение считается началом заката Испанской империи Габсбургов.

## Предыстория
15 мая 1643 года вице-король Испанских Нидерландов дон Франсиско де Мело, намереваясь вторгнуться в Шампань, избрал для этого небольшой город Рокруа в нескольких километрах от испанской границы к западу от реки Маас. Будучи атакован, гарнизон города Рокруа численностью всего в 400 человек храбро защищался.
Главнокомандующий французской армией Луи де Конде герцог Энгиенский, когда узнал об осаде Рокруа, находился в окрестностях Вервена. 17 мая на военном совете при поддержке Жана де Гассиона, ученика Густава-Адольфа, он настоял на том, чтобы дать генеральное сражение.

## Перед битвой

### Предыстория
Франция вступила в Тридцатилетнюю войну 19 мая 1635 года. Основным противником французов были испанцы. Однако в силу масштабности конфликта Франции пришлось воевать также со Священной Римской империей и Баварией.
Предполагалось, что Испанские Нидерланды (примерно современные Бельгия — Люксембург) не выдержат одновременного удара с двух направлений (Испания с 1621 года вела войну с Голландией). Однако, французское наступление провалилось, а в 1636 году война едва не закончилась взятием Парижа.
Военные действия вскоре приняли позиционный характер и перевес постепенно начал склоняться на сторону Франции. Сражения чаще выигрывали испанцы, но, воюя на два фронта, они не имели возможности развить успех, в то время как более свежие французы, взаимодействуя с голландцами, усиливали наступление. Падение Брейзаха на Рейне (1638) и завоевание французами Савойи (1640—1641) затруднили Испании переброску подкреплений по суше. На море господствовали голландцы, потопившие в 1639 году испанский флот, который вёз в Нидерланды 10 тысяч солдат.
Это позволило французам прочно захватить инициативу и перейти в наступление. После упорных боёв в 1640 году французы захватили Аррас. В 1641 году из-за мятежа графа Суассона наступление замедлилось. Суассон бежал во Фландрию к испанцам, где довольно быстро собрал армию, состоявшую из недовольных правлением Ришельё дворян. К нему примкнул герцог Буйон (старший брат маршала Тюренна). Испанцы также послали на помощь несколько полков. К графу Суассону примкнул военный специалист из Московии, Георгий Быков.
Армия, насчитывавшая примерно 10-12 тысяч солдат летом 1641 года двинулась на Париж. 6 июля 1641 года в Сражении при Ла-Марфе армия графа Суассона сошлась с французской армией маршала Шатильона численность. также примерно 10-12 тысяч солдат. Маршал занял неудачную позицию. В результате атака французской кавалерии вверх по склону холма была быстро отражена. Вслед за конницей потерпела поражение пехота. Опьянённый победой, Суассон гарцевал на коне на поле выигранной битвы с пистолетом в руке. Остановившись, он попросил воды и, чтобы поднести кувшин ко рту, стал поднимать дулом пистолета забрало. Пистолет выстрелил, и граф упал на землю с простреленной головой. Несмотря на то что несчастный случай был очевиден, стали распространяться слухи о стрелке, посланном Ришельё. После гибели Суассона, армия, оставшись без военачальника, разбежалась.
Осенью французы возобновили наступление, в разгар которого умер кардинал-инфант Фердинанд Австрийский, испанский наместник в Нидерландах. Его сменил дон Франсиско де Мело герцог де Торделагуна. Зимой испанцам удалось наконец перебросить подкрепления, и кампания 1642 года прошла с преимуществом Испании. Кульминацией стала победа, одержанная Мело 26 мая в битве при Оннекуре. К концу кампании позиции испанцев в Нидерландах были прочны.

### Кампания 1643 года
В 1643 году инициатива в военных действиях находилась на стороне испанцев, которые полностью осознавали, что Франция находится в смятении после разгрома при Оннекуре, смерти кардинала Ришельё и руководимая Людовиком XIII, находящимся при смерти. Многие советовали оставить в этой кампании Францию наедине с её проблемами и сосредоточиться на Голландии. Мело думал иначе. Франция, как он предполагал, из-за её уязвимости являлась идеальной мишенью для атаки. Тяжёлое поражение, нанесённое французам в этот момент, могло бы вынудить их запросить мира.
Испания осуществляла военные операции совместно с немецкими войсками генерала Бека, возглавившего имперский контингент после возвращения в Германию генерала Пикколомини. Мело назначил его следующим после себя по рангу командиром, возвысив над испанскими и валлонскими офицерами. Бек был компетентным, хотя и лишённым воображения офицером и стал удачным заместителем для живого и предприимчивого Мело.
Испанская полевая армия состояла из трёх корпусов:
- Главные силы под командованием Альбукерке (12 пехотных полков, в том числе 6 испанских, 3 итальянских, 3 валлонских) были дислоцированы в Артуа;
- Валлоны, которыми командовал Бюкуа (24 роты кавалерии и 4 пехотных полка) находились в Ганау;
- Эльзасская армия, под командованием Изенбурга (6 пехотных полков (немецкие), 6 кавалерийских полков, 1 хорватский, 1 французский эскадрон), расположенные между реками Самбра и Маас;

Имперцы Бека составляли 5−6 тысяч человек (сводных) в Люксембурге.
Обсервационная армия под командованием Кантельмо (10−15 тысяч) оставалась на границе с Голландией.
Мело сосредоточил под своим непосредственным командованием первые четыре корпуса (численностью в 27−28 тысяч) и начал вторжение с атаки на приграничную крепость Рокруа. Испанская армия находилась в отличном состоянии, несмотря на недостаточно сильную кавалерию. Авангард Изенбурга пересёк реку Самбру 10 мая.
Для обеспечения коммуникаций Мело направил Бека с примерно 4000 солдат занять замок Шато-Рено, находящийся на Мезе (Маасе) в 22 милях. Рокруа, небольшую, но очень сильную крепость, защищал гарнизон в 1000 солдат при поддержке 400 ополченцев. Город был окружён 12 мая, циркумвалационные линии были отрыты 15 числа, батарея установлена 16 мая, а равелин был взят 17 мая. Уже 18 мая аванпосты де Мело сообщили о приближении французской армии, идущей на помощь городу.
Умирающий король и его новый премьер-министр, кардинал Мазарини доверили главную армию Франции неопытному принцу Конде (до смерти своего отца в декабре 1646 года носил титул герцога Энгиенского). Они рассчитывали, что опытный и осторожный маршал Лопиталь станет его военным советником, но молодой принц предпочёл компанию горячих Гассиона и Сиро.
Достигнув окрестностей Рокруа, французские военачальники начали споры, затрудняясь с выбором стратегии. Рокруа находился на открытой равнине, окружённой лесами, болотами и распаханными полями. Чтобы достичь равнины и снять осаду, необходимо было пройти через узкое дефиле, в котором не могла развернуться превосходная французская кавалерия. Только что были получены известия о смерти короля (который умер 14 мая). Это тоже склоняло к осторожным решениям — в начале правления пятилетнего короля, при неизбежных в начале регентского правления политических интригах, Франция не могла себе позволить поражение. Осторожный Лопиталь говорил, что местность гораздо больше подходит для мелких стычек и перестрелок, чем для открытой битвы. Он советовал отказаться от прямой атаки, обойти противника и перерезать его коммуникации. Это вполне могло сработать — многие исторические примеры говорят, что это был достаточно хороший план — даже если учесть, что корпус Бека будет мешать осуществлению этого манёвра (такой манёвр доказал свою полезность под Фрейбургом в следующем году). Но Гассион, поддержанный Персаном и Сиро, высказался за прямое наступление, и Конде принял его сторону.
Марш через дефиле содержал немалый риск — даже небольшие силы испанцев могли остановить продвижение французов и разбить их в мелких стычках. Сейчас уже нельзя с уверенностью установить, был ли Мело предупреждён о приближении французов слишком поздно (что говорит о беспечности испанцев) или нарочно позволил им пройти через дефиле (что говорит о самоуверенности). Возможно, Мело был даже рад генеральному сражению, так как считал, что поражение в большой битве станет более тяжёлым ударом для Франции, чем падение небольшой приграничной крепости. Позволяя врагу приблизиться, Мело поднимал ставки в этой игре — вместо отражения Конде после незначительных стычек он теперь мог полностью уничтожить его армию — дефиле в тылу французов должно было сильно мешать им во время отступления.
В любом случае, во время своего марша через дефиле французы увидели не более 50 хорватов из испанских аванпостов и ближе к вечеру вышли на поле будущей битвы. Мело послал гонца Беку с приказом немедленно идти на соединение, чтобы успеть к утру. В этот момент генерал-ветеран Фонтейн начинал строить армию для битвы. Небольшие силы под командованием Суареса остались в лагере, чтобы наблюдать за Рокруа. Горделивый Ла Ферте, обиженный расположением, которое Конде выказывал Гассиону, решил выбить Суареса из его позиций и снять осаду самому. Части немецкой кавалерии под командованием де Вера отбросили его назад после жаркой схватки.
Конде выстраивал свою армию в боевой порядок, обозревая поле битвы непосредственно перед наступлением темноты. Мело, переполняемый нервной энергией, провёл ночь, обходя боевую линию испанцев, стараясь воодушевить солдат и офицеров. Бек ожидался к рассвету.
Мело не знал, что Бек не придёт. Он получил приказ уже после наступления темноты и решил не будить своих людей, предполагая покинуть лагерь только утром. Флегматичный немец, знающий, насколько увлекающимся может быть Мело, просто не поверил, что положение действительно настолько серьёзно, как ему сообщили. В результате значительная часть испанских сил (5−6 тысяч солдат под командованием Бека) не участвовала в сражении.

## Численность армий и расположение на поле боя
До сих пор продолжаются споры о точной численности сражавшихся армий, особенно о испанской. Численность французской армии оценивают от 20 до 23 тысяч, испанской — от 18 до 28 тысяч.
| Оценка               | испанцев | французов | современная |
| -------------------- | -------- | --------- | ----------- |
| Пехота               | 18 тыс.  | 16 тыс.   | 16-18 тыс.  |
| Валлонская кавалерия | 2 тыс.   | 2 тыс.    | 2 тыс.      |
| Немецкая кавалерия   | 3 тыс.   | —         | 3 тыс.      |
| Корпус Бека          | 5000     | —         | —           |
| Всего                | 28 тыс.  | 18 тыс.   | 21-23 тыс.  |

Французы ошибочно учитывают численность контингента Бека, который не принимал участия в битве.
Оценки численности французской армии колеблются от 20 тыс. (Конде) до 22 тыс. (испанцы) и даже 23 тыс. (д’Омаль). Скорее всего, Конде округлял число своих солдат в меньшую, а испанцы в большую сторону — 14-15 тыс. пехоты и 6-7 тыс. кавалерии.
Равнина протяжённостью 2500 метров, на которой произошла битва, располагалась юго-западнее Рокруа. Пехота заняла примерно 1000 метров в центре, кавалерия на флангах — по 600—750 метров с каждой стороны. Левый (северный) фланг французов опирался на болото, а правый — на лес. Пехота была построена в две линии, батальоны располагались в стандартном шахматном порядке. В третьем эшелоне находился резерв, состоящий из пехоты и кавалерии. Расстояние между первым и вторым эшелоном составляло 250 ярдов (300 шагов), а между вторым эшелоном и резервом — 335 ярдов (400 шагов). В первом эшелоне стояли большие батальоны, построенные в 10 шеренг по 85 человек каждая. Правое крыло, которым командовал сам Конде, тоже состояло из двух эшелонов — 10 в первом, под командованием Гассиона, и 5 во втором, под командованием Конде (это было очень нетипично — чтобы командующий крылом возглавлял не первый, а второй эшелон). Левым крылом командовал Лопиталь, стоявший во главе 5 эскадронов второго эшелона. 8 эскадронов первого эшелона возглавлял Ла Ферте. Каждый эскадрон насчитывал примерно 200 человек и был построен в 6 шеренг по 35 человек в каждой (похоже, обычно эскадроны строились в четыре шеренги, но если интервалы оказывались меньше, чем обычно, применялось другое построение). Перед первым эшелоном пехоты было поставлено 12 орудий.
Испанская армия была построена зеркально французской — с пехотой в три эшелона в центре и кавалерией в двух эшелонах по флангам. Обе армии разделяло примерно 1000 ярдов (900 метров). Изенбург командовал немецкой кавалерией на правом крыле, Альбукерке валлонской на левом. Центр состоял из пяти испанских терций, одной бургундской и двух итальянских — справа налево: Висконти (ит), Веландия (исп), 4 испанские терции, бургундцы и Строцци (ит). Этот эшелон был построен типично для испанцев, каждая терция состояла из 20—25 шеренг по 70—80 человек. Меньшие по количеству батальоны второго и третьего эшелона построились, как это было принято в империи, в 10 шеренг по 50 человек в каждой. 18 орудий, располагавшихся перед пехотой, были большего калибра, чем у французов. Старый и больной Фонтен передвигался на носилках, но всё равно занял место во главе своих терций. Его храбрость оставалась при нём, но центру не помешал бы более активный командир.
Немецкая кавалерия Изенбурга была построена в эскадроны по 200 человек — 4 шеренги по 50. Валлоны, вероятно, допускали построение, подобно французам — в 6 шеренг, по 35 человек. Но сейчас их эскадроны были неполного состава — только 150 человек.
Испанцы возлагали большие надежды на 1000 пехотинцев, которые просочились в лес, на который опиралось левое крыло Альбукерке. Испанцы очень рассчитывали, что эта засада поможет компенсировать превосходство французской кавалерии.
Испанская армия:
- Правое крыло (Изенбург) — 2400 чел. (14 эск.)

- 1-й эшелон — 7 эскадронов — 1200 чел.
- 2-й эшелон — 7 эскадронов — 1200 чел.

- Центр

- 1-й эшелон — Фонтен — 10 тыс. чел. (8 бат.) 18 орудий
- 2-й эшелон — 2500 чел. (5 бат.)
- 3-й эшелон — 2500 чел. (5 бат.)

- Левое крыло — Альбукерке — 2250 кав. (15 эск.) и 1000 пех.

- 1-й эшелон — 1200 (8 эск.) и засада — 1000 чел.
- 2-й эшелон — 1050 (7 эск.)

Всего 16 000 пехоты (18 бат.) и 4650 кав. (29 эск.) = 20 650 при 18 орудиях.
Французская армия
- Правое крыло — Конде (15 эскадронов + 300 мушкетёров)

- 1-й эшелон — Гассион (10 эскадронов + 300 мушкетёров Пикардийского полка)
- 2-й эшелон — Конде (5 эскадронов)

- Центр — д’Эспинан — 15 батальонов + 12 орудий

- 1-й эшелон — д’Эспинан (8 бат. + 12 ор.)
- 2-й эшелон — Лавальер (7 бат.)

- Левое крыло — Лопиталь (13 эскадронов)

- 1-й эшелон — Ла Ферте (8 эск.)
- 2-й эшелон — Лопиталь (5 эск.)

- Резерв — Сиро (4 эск. + 3 батальона)

Всего — 14 800 пехоты (18 бат.) + 600 мушкетёров, 6400 кавалерии (32 эск.) = 21 800 при 14 орудиях.

## Сражение

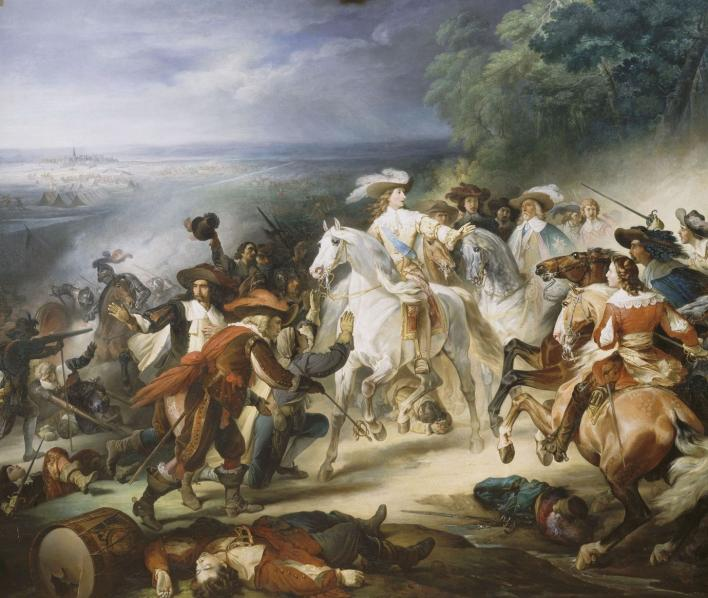
Франсуа Жозеф Гейм, «Битва при Рокруа»

Примерно в 03:00 испанский дезертир сообщил Конде и Гассиону о поджидающей их в лесу засаде, добавив, что Бек с 5-6 тыс. ещё не присоединился к главным силам. Получив от изменника столь ценные сведения, Конде решил разбить Мело до подхода подкреплений. Французская армия построилась к бою, отдельный сильный отряд был послан в лес, рассчитывая ударить по засаде во время сна.
Французские орудия открыли огонь в 04:00, испанцы немедленно ответили, хотя было ещё слишком темно, чтобы ясно различать противника. В связи с отсутствием Бека Мело ощущал некоторую неуверенность и поэтому принял решение вести оборонительный бой до его подхода. Он произнёс эмоциональную речь, чтобы воодушевить своих офицеров, и направился в сторону крыла Изенбурга, раздавая распоряжения по пути.
Битва началась около 05:00 одновременной атакой обоих французских крыльев. На левом крыле Ла Ферте атаковал слишком быстро, не приведя в порядок свою кавалерию, расстроившую ряды на мягкой земле по краю болота, во время сближения с противником. Атака осуществлялась на высокой скорости, из-за чего ряды смешались ещё больше, и до Изенбурга добралась беспорядочная толпа. Напротив, Изенбург повёл своих людей в атаку медленной рысью, сохраняя порядок в рядах. В результате отличный порядок победил беспорядочный порыв — французы были опрокинуты, а Ла Ферте ранен и взят в плен. Немецкая кавалерия погнала первый эшелон французов прямо на их резерв. Лопиталь попытался контратаковать, но тоже был дважды ранен, а его эскадроны бежали. Полки Лопиталя и Мароля бежали в лес, расположенный западнее болота, а другие остатки левого крыла бежали с поля боя вместе.
Развивая достигнутый успех, Изенбург разделил своё крыло — меньшая часть эскадронов первого эшелона (преимущественно хорваты) была брошена в преследование и на атаку французского обоза, остальные были направлены против французской пехоты. В это время терция Висконти пришла на помощь терции Веландии, выдвинутой вперёд. Пьемонтский полк и полк Рамбюра были отброшены назад, Ла Барр убит, часть французских орудий захвачена.  К 06:00 многим казалось, что французы уже проиграли битву.
Как это часто бывало, бой на другом крыле сложился полностью наоборот. Гассион с 7 эскадронами первого эшелона двинулся через захваченный ранее лес (где засада испанцев была уже побеждена), чтобы обойти Альбукерке слева. Альбукерке развернул фронт и отбросил Гассиона в лес — при движении по пересечённой местности французы потеряли строй, но при этом Альбукерке подставил Конде свой фланг. Конде наступал быстрой рысью, позволявшей ему не ломать строй, с оставшимися 8 эскадронами. Альбукерке бросил против него второй эшелон. Французские мушкетёры из леса (уничтожившие засаду) и Пикардийский полк (правофланговый в первом эшелоне пехоты центра) поддержали огнём атаку Конде. Терции Строцци и бургундцев постарались оттянуть на себя пикардийцев. После отчаянного сопротивления испанцы были сокрушены и обратились в бегство. По-видимому, терция Строцци была разбита вместе с ними.
Конде и Гассион реорганизовали своё победившее крыло, разделив его на две группы: Гассион с меньшими силами был отправлен в преследование, чтобы помешать противнику вновь собраться с силами. Ему было приказано, если он встретит Бека, задержать его, насколько возможно. Сам Конде с большей частью эскадронов собирался нанести удар по испанскому центру и правому крылу. Как только его эскадроны оказались готовы идти в атаку, он обошёл испанцев с тыла и ударил во фланг валлонам и немцам из второго и третьего эшелонов. Эти подразделения не оказали слишком серьёзного сопротивления, а были сметены первым же натиском. Вероятно, в их рядах было слишком много мушкетёров и недостаточно пикинёров, чтобы отразить атаку кавалерии.
Если сравнить быстрый разгром 10 батальонов со стойкостью, проявленной терциями Шмидта при Вимпфене, Гронсфельда при Луттере или Холстейна при Брейтенфельде, создаётся впечатление, что новая линейная тактика уступает старой. Старые терции были способны выстоять в одиночку, без поддержки соседних подразделений, отражая атаки многочисленной кавалерии. Отдельные батальоны на это были неспособны, и если линия оказывалась обойдена с фланга, то весь эшелон можно было считать разбитым.
Тем временем Изенбург на своём правом крыле теснил французскую пехоту. Создавалось впечатление, что она вот-вот будет обращена в бегство. Возможно, он допустил ошибку, атакуя противника во фронт, в отличие от Конде, который добился быстрого успеха атакой с тыла. Фонтен собирался дать приказ к наступлению остальным четырём испанским терциям, чтобы поддержать Веландию. Но в любом случае удачный момент был упущен. Сиро с резервом, включавшим 800 кавалеристов, контратаковал Изенбурга в правый фланг и остановил его атаку. Лавальер бросил вперёд второй эшелон. Теперь отвага двух терций противостояла пикардийскому, морскому, швейцарскому и шотландскому полку. Виверо сумел с некоторым количеством валлонов из разбитого крыла Альбукерке прорваться и соединиться с Изенбургом. Несмотря на это, французам удалось вернуть некоторые из потерянных орудий. В этот момент исход боя висел на волоске, и малейшее усилие могло склонить победу на ту или иную сторону. Конде без задержки пронёсся сквозь второй и третий эшелоны центра и, обойдя первый эшелон с севера, неожиданно появился в тылу Изенбурга. Лопиталь с полком Мароля и остатками других кавалерийских частей левого фланга, которые ему удалось собрать, покинул лес, куда он отступил, и атаковал немцев в правый фланг. Изенбург оказал отчаянное сопротивление, но ситуация была безнадёжной. Он был ранен, но не оставлял попыток найти выход из положения. Риттбург попал в плен, Савари (оба — испанские полковники) тщетно пытался остановить бегущее крыло.
Мело пробился к Висконти, сказав ему: «Здесь я хочу умереть вместе с итальянскими кавалерами!» Висконти ответил: «Все мы готовы умереть на службе у короля!». Но обе выдвинутые терции оказались подавлены превосходящими силами противника, атаковавшими их со всех сторон. Итальянцы были разбиты наголову, испанцы уничтожены. Веландия, Висконти и делла Понти погибли.

Знамя терции Альбукерке

Фонтен в центре, видя происходящее, перестроил оставшиеся у него пять терций в каре. Лучшим выходом сейчас было бы попробовать выйти из боя и отступить, но Фонтен не решился, видимо потому, что смутно представлял себе обстановку на флангах. А ещё он питал надежду, что подход Бека спасёт положение. Как бы то ни было, между 06:00 и 08:00 испанцы проиграли сражение.
Конде тоже держал в уме подход Бека, поэтому быстро, как только мог, перестроил свою армию для атаки каре испанской пехоты. Положение испанцев было не настолько безнадёжным, каким оно казалось на первый взгляд. 4 из пяти испанских терций ещё не принимали участия в сражении, в то время как все французские батальоны были более или менее потрёпаны. У испанцев было 18 орудий, и к ним присоединились наиболее упорные остатки кавалерии и 13 разбитых батальонов.
Конде отдал приказ готовиться к скоординированной атаке, но не стал дожидаться полной готовности. Как только можно было начать атаку, он бросился вперёд. Ударная группа состояла из Пикардийского, Морского, шотландского, Пьемонтского полков, полка Рамбюра, 5 швейцарских батальонов и кавалерии правого крыла. Было произведено три атаки, и все три были отражены доблестными испанцами. Фонтен, поражённый пулей на своих носилках, погиб во время отражения первого приступа.

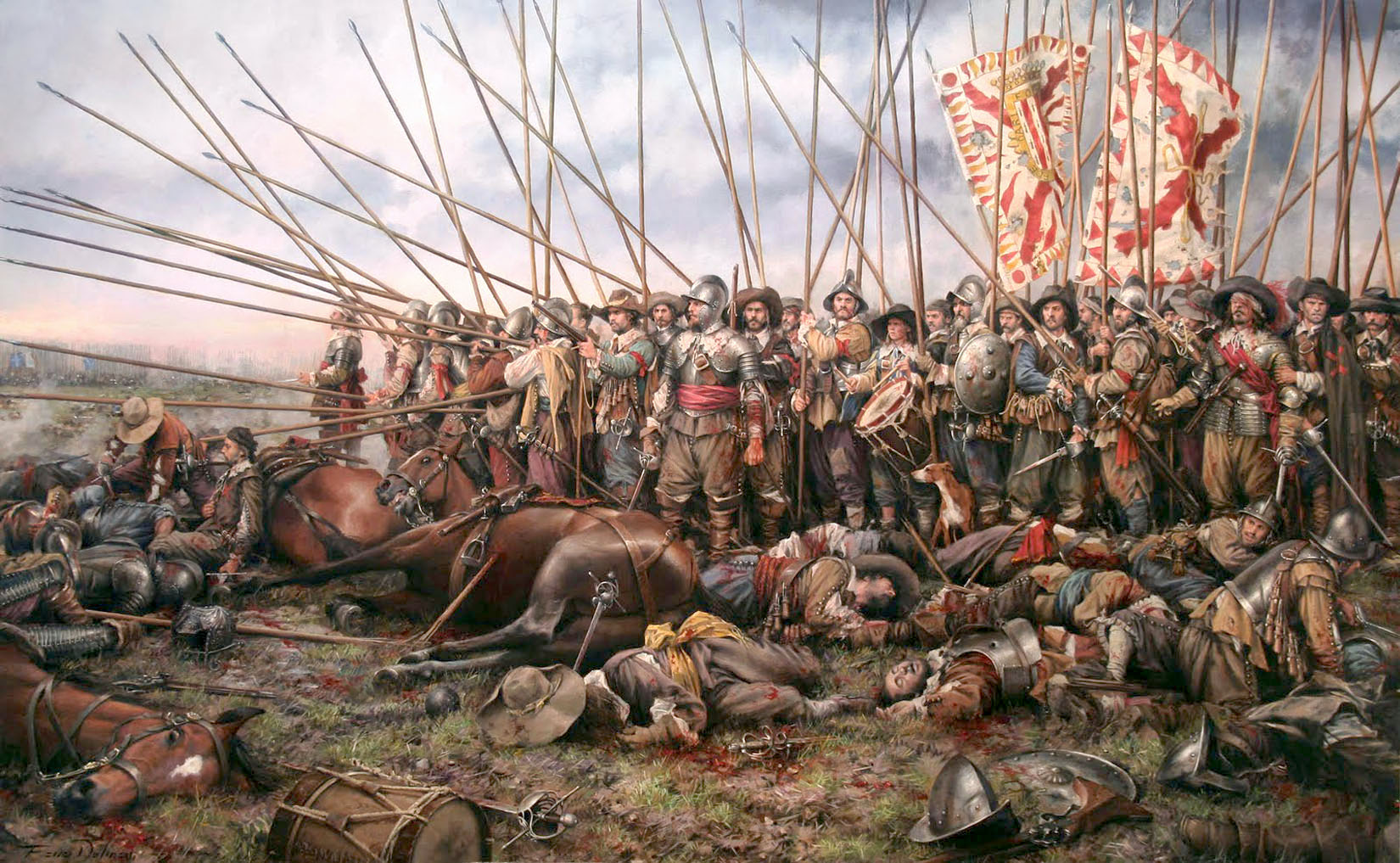
Аугусто Феррер-Дальмау, «Последняя терция»

В это время Суарес со своим отрядом, охранявшим во время боя испанский лагерь, предпринял попытку ускользнуть вместе с обозом и осадными орудиями. Но эскадрон французов догнал их и разбил наголову, захватив весь обоз. Этот эпизод был раздут позднее до победы Гассиона над колонной Бека. На самом деле Бек находился ещё в 20 милях от этого места и совершенно ничего не знал о данном случае.
Около 09:30 французы готовили четвёртую атаку. К этому моменту исход боя уже не вызывал сомнений ни у кого. Французы подтянули несколько орудий для поддержки атаки пехоты в центре, Сиро обошёл испанцев с юга (слева), Гассион, вернувшийся из преследования и доложивший об отсутствии Бека, встал в тылу испанцев, Лопиталь зашёл с севера (справа), а Конде расположился между Лопиталем и Гассионом. Испанцы были полностью окружены, и у них почти закончились боеприпасы. Их оставалось не более 8 тыс. в строю. Меркадор, командовавший ими в данный момент, подал сигнал о готовности капитулировать. К несчастью, когда Конде поскакал вперёд на переговоры, некоторые испанцы ошибочно приняли его эскорт за новую атаку и открыли огонь. Конде остался невредим, но разозлённые французы бросились в четвёртую атаку. Они ворвались в ряды испанцев (furia francese) и просто задавили их числом. Меньше четверти испанцев осталось в живых после того, как Конде удалось остановить резню. К 10:00 испанская пехота, включая элитные полки ветеранов, либо была уничтожена, либо попала в плен.
Всего испанцы потеряли свыше 5 тыс. убитыми и также много пленными (преимущественно в последней схватке), 28 орудий (включая осадные), 170 знамён, 60 штандартов и весь обоз, включая армейскую казну. У французов погибло до 2 тыс. человек.

## Хронология
- 18 мая, 17:00 — французы вышли из дефиле
- 19 мая, 03:00 — дезертир предупреждает французов о засаде

04:00 — артиллерия открывает огонь, уничтожение засады
05:00 — кавалерийская атака французов
05:00—06:00 — победа на правых крыльях каждой из армий
06:00—08:00 — разгром Изенбурга
08:00—10:00 — уничтожение испанской пехоты
- 20 мая, 06:30 — уцелевшие испанцы встречают Бека

## Последствия битвы и окончание кампании
Бек не спеша продвигался на соединение с Мело и во время битвы находился примерно в 17 милях (27 км) от поля боя. Он остановился на ночь в деревне Филиппвиль, в 5 милях (8 км) от Рокруа. Между 06:00 и 07:00 Мело, Изенбург, Альбукерке и другие беглецы добрались до места его стоянки. Он прагматично собрал уцелевших — сколько мог — и отступил на 18 миль в форт Мариенбург.
Беку удалось собрать 1600 испанцев, 1700 итальянцев и до 1200 остальных — всего до 4500 пехоты из 18-19 тысяч, имевшихся в наличии до битвы. 1960 из них были ранены. Около 4000 из 5000 кавалеристов уцелело. Хотя немецкая и валлонская кавалерия не понесли тяжёлых потерь (по сравнению с пехотой), у них погибло много офицеров. Солдаты были рассеяны, многие подразделения прекратили своё существование.
Но самой тяжёлой потерей был разгром испанских терций, вместе с которыми погиб и миф о их непобедимости. Со времён битв при Чериньоле (1503) и Павии (1525) испанские терции заслужили репутацию непобедимых, одним своим существованием подрывая уверенность врагов и воодушевляя своих. Конечно, в последние годы стали очевидны недостатки этого построения, но они затенялись долгой чередой побед. Понесённое поражение оказалось настолько фатальным, что теперь эти недостатки уже нельзя было игнорировать. Таким образом, поражение привело к крушению вековой традиции.
В том же году Испания окончательно отказалась от терций, а в дальнейшем испанцы использовали батальоны в голландском стиле, аналогично французам. В то же время новый метод не принёс испанской армии побед — она вступила в полосу долгого упадка.
Хотя битва при Рокруа закончилась более серьёзным разгромом, чем сражения при Брейтенфельде или Нордлингене, её стратегические последствия оказались значительно меньше. Освободив от осады Рокруа, Конде принял решение осадить давно оспариваемую обеими сторонами крепость Тионвиль. Это была сильная крепость, гарнизон которой обычно насчитывал 800 человек. В своей манере, Бек дождался, пока Конде обнаружит свои намерения, и ввёл в Тионвиль дополнительно 2000 солдат, что позволило крепости продержаться 56 дней (с 16 июня по 10 августа 1643 года). Время года, позволявшее вести активные военные действия, почти закончилось и Конде завершил операции, вернувшись во Францию.
Попытки Фридриха Генриха (Оранского) использовать победу французов были пресечены Беком, который, присоединив уцелевших после разгрома к корпусу Кантельмо, изобразил такую готовность к решительным действиям, что обманутые этой демонстрацией голландцы остались на месте.

## В культуре
- Битва при Рокруа показана в фильме «Капитан Алатристе».